# Tethya
Tethya is een geslacht van sponzen uit de klasse van de gewone sponzen (Demospongiae). 

## Soorten
- Tethya actinia de Laubenfels, 1950
- Tethya acuta Sarà & Sarà, 2004
- Tethya amplexa Bergquist & Kelly-Borges, 1991
- Tethya andamanensis Dendy & Burton, 1926
- Tethya asbestella Lamarck, 1815
- Tethya aurantium (Pallas, 1766)
- Tethya bergquistae Hooper & Wiedenmayer, 1994
- Tethya boeroi Sarà, 1992
- Tethya brasiliana Ribeiro & Muricy, 2004
- Tethya bullae Bergquist & Kelly-Borges, 1991
- Tethya burtoni Sarà & Sarà, 2004
- Tethya californiana de Laubenfels, 1932
- Tethya citrina Sarà & Melone, 1965
- Tethya coccinea Bergquist & Kelly-Borges, 1991
- Tethya communis Bergquist & Kelly-Borges, 1991
- Tethya comorensis Sarà, Corriero & Bavestrello, 1993
- Tethya compacta Bergquist, 1961
- Tethya cyanae Ribeiro & Muricy, 2004
- Tethya deformis Thiele, 1898
- Tethya dendyi Sarà & Sarà, 2004
- Tethya densa Sarà, 1992
- Tethya diploderma Schmidt, 1870
- Tethya ensis Sarà, Gómez & Sarà, 2001
- Tethya expansa Sarà & Sarà, 2004
- Tethya fastigiata Bergquist & Kelly-Borges, 1991
- Tethya fissurata Lendenfeld, 1888
- Tethya flexuosa Sarà & Sarà, 2004
- Tethya gigantea (Lendenfeld, 1888)
- Tethya globostellata Lendenfeld, 1897
- Tethya globum Duchassaing & Michelotti, 1864
- Tethya gracilis Sarà, Sarà, Nickel & Brümmer, 2001
- Tethya gunni Sarà & Sarà, 2004
- Tethya hibernica Heim, Nickel, Picton & Brümmer, 2007
- Tethya hooperi Sarà & Sarà, 2004
- Tethya ignis Ribeiro & Muricy, 2004
- Tethya ingalli Bowerbank, 1858
- Tethya irregularis Sarà & Bavestrello, 1998
- Tethya japonica Sollas, 1888
- Tethya levii Sarà, 1988
- Tethya leysae Heim & Nickel, 2010
- Tethya magna Kirkpatrick, 1903
- Tethya maza Selenka, 1879
- Tethya mexicana Sarà, Gómez & Sarà, 2001
- Tethya microstella Sarà, 1990
- Tethya minuta Sarà, Sarà, Nickel & Brümmer, 2001
- Tethya monstrosa (Burton, 1924)
- Tethya mortoni Bergquist & Kelly-Borges, 1991
- Tethya multifida (Carter, 1882)
- Tethya multistella Lendenfeld, 1888
- Tethya norvegica Bowerbank, 1872
- Tethya novaecaledoniae Sarà, 1988
- Tethya nux (Selenka, 1867)
- Tethya omanensis Sarà & Bavestrello, 1995
- Tethya ornata Sarà, Bavestrello & Calcinai, 2000
- Tethya orphei Sarà, 1990
- Tethya ovum Sarà, Gómez & Sarà, 2001
- Tethya papillosa (Thiele, 1905)
- Tethya paroxeata Sarà, Gómez & Sarà, 2001
- Tethya parvistella (Baer, 1906)
- Tethya pellis Bergquist & Kelly-Borges, 1991
- Tethya peracuata (Topsent, 1918)
- Tethya popae Bergquist & Kelly-Borges, 1991
- Tethya pulchra Sarà, 1992
- Tethya pulitzeri Sarà & Sarà, 2004
- Tethya robusta (Bowerbank, 1873)
- Tethya rubra Samaai & Gibbons, 2005
- Tethya rubra Ribeiro & Muricy, 2004
- Tethya sarai Desqueyroux-Faúndez & van Soest, 1997
- Tethya seychellensis (Wright, 1881)
- Tethya simi Sarà, Bavestrello & Calcinai, 2000
- Tethya socius Sarà, Gómez & Sarà, 2001
- Tethya sollasi Bergquist & Kelly-Borges, 1991
- Tethya songakensis Kim & Sim, 2005
- Tethya stellagrandis (Dendy, 1916)
- Tethya stellodermis Sarà & Sarà, 2004
- Tethya stolonifera Bergquist & Kelly-Borges, 1991
- Tethya strongylata Sarà, Bavestrello & Calcinai, 2000
- Tethya taboga (de Laubenfels, 1936)
- Tethya tasmaniae Sarà & Sarà, 2004
- Tethya tenuisclera Sarà & Corriero, 1994
- Tethya topsenti Sarà, Bavestrello & Calcinai, 2000
- Tethya uljinensis Shim & Sim, 2008
- Tethya varians Sarà & Bavestrello, 1998
- Tethya viridis (Baer, 1906)
- Tethya wilhelma Sarà, Sarà, Nickel & Brümmer, 2001